# Lioudmila Gourtchenko
Lioudmila Markovna Gourtchenko (russe : Людми́ла Ма́рковна Гу́рченко) est une actrice et chanteuse de variété russe, née à Kharkov le 12 novembre 1935, alors en Union soviétique, et morte le 30 mars 2011 à Moscou.

## Biographie
En 1953-1958, Lioudmila Gourtchenko fait ses études dans la classe de Sergueï Guerassimov et Tamara Makarova à l'Institut national de la cinématographie.
La carrière de Lioudmila Gourtchenko, débutée dans les années 1960, ne démarre réellement auprès du public qu'à partir des années 1970, lorsqu'elle tourne pour les réalisateurs Nadejda Kocheverova, Evgueni Tachkov, Vladimir Fetine. Celle-ci prend ensuite une tournure internationale, avec 20 jours sans guerre (1976) d'Alekseï Guerman, Sibériade d'Andreï Kontchalovski, et Cinq Soirées (1979), lorsqu’elle interprète une ouvrière prostrée dans sa solitude qui retrouve son ancien amour. Gourtchenko s'est révélée tout au long de sa carrière — qui compte plus d'une centaine de films — être aussi à l'aise dans le répertoire dramatique que dans les comédies. Lioudmila Gourtchenko est également chanteuse de variété et paraît dans des émissions de variétés à la télévision soviétique des années 1960 aux années 1980.
Le 14 février 2011, Lioudmila Gourtchenko se casse le col du fémur. Elle est hospitalisée et opérée, mais le 30 mars, l'état de l'actrice se détériore en raison d'une embolie pulmonaire dont elle meurt le soir de la même journée. Elle est inhumée au cimetière de Novodevitchi.

## Filmographie partielle

### Actrice
- 1956 : La Nuit de carnaval (Карнавальная ночь, Karnavalnaïa notch) d'Eldar Riazanov : Lena Krylova
- 1960 : Le Ciel de la Baltique (Балтийское небо) de Vladimir Venguerov :
- 1965 : Cité ouvrière (Рабочий посёлок, Rabotchi poselok) de Vladimir Venguerov : Maria
- 1965 : Pont en construction (Строится мост) de  Oleg Efremov : Jenia
- 1971 : La Couronne de l'Empire russe (Корона Российской империи, или Снова неуловимые), d'Edmond Keossaian
- 1973 : Les Enfants de Vaniouchine (Дети Ванюшина), d'Evgueni Tachkov
- 1974 : Un chapeau de paille (Соломенная шляпка) de Leonid Kvinikhidze : Clara, modiste
- 1975 : Journal du directeur d'école (Dnevnik direktora chkoly) de Boris Frumin : Inna Sergueievna, enseignante
- 1976 : 20 jours sans guerre (Двадцать дней без войны), d'Alekseï Guerman : Nina
- 1976 : Le Rock du Méchant Loup (Мама, Mama) d'Elisabeta Bostan : Rada la chèvre
- 1976 : Romance sentimentale (Сентиментальный роман) de Igor Maslennikov : Maria
- 1976 : Les Hirondelles célestes (Небесные ласточки) de Leonid Kvinikhidze : Corinne
- 1978 : En découvrant le vaste monde  (Познавая Белый Свет), de Kira Mouratova
- 1979 : Sibériade (Сибириада, Sibiriada), d'Andreï Kontchalovski
- 1979 : Cinq soirées (Пять вечеров), de Nikita Mikhalkov : Tamara Vasilievna
- 1982 : Une gare pour deux (Вокзал для двоих) d'Eldar Riazanov
- 1982 : Vols entre rêve et réalité (Полёты во сне и наяву) de Roman Balaïan : Larissa Kouzmina
- 1983 : Chourotchka (Шурочка) de Iossif Kheifitz
- 1984 : Amour et Pigeons (Любовь и голуби) de Vladimir Menchov : Raisa Zakharovna
- 2000 : Les Vieilles rosses (Старые клячи, Starye kliatchi) d'Eldar Riazanov : Lisa

### Réalisatrice
- 2009 : Crépuscules multicolores (ru) (Пёстрые сумерки)